# August Einspinner
August Einspinner (30. července 1870 Štýrský Hradec – 18. dubna 1927 Štýrský Hradec) byl rakouský politik, na počátku 20. století poslanec Říšské rady, v poválečném období poslanec rakouské Národní rady.

## Biografie
Vychodil národní školu. Od roku 1898 působil jako zlatník v Štýrském Hradci. Předsedal svazu zlatníků ve tomto městě. Angažoval se v profesních organizacích a v politice jako člen německých politických stran. Od roku 1901 zasedal v obecní radě v Štýrském Hradci. Byl viceprezidentem obchodní a živnostenské komory ve Štýrském Hradci, členem živnostenské poradní komise a poradní komise pro podporu živností při ministerstvu obchodu, členem ústřední komise pro živnostenské školství a prezidentem Říšské řemelnické rady. Byl kurátorem zemského muzea Joanneum a Štýrského ústavu pro podporu živností. Od roku 1902 byl poslancem Štýrského zemského sněmu.
Na počátku 20. století se zapojil i do celostátní politiky. Ve doplňovacích volbách roku 1906 získal mandát v Říšské radě (celostátní zákonodárný sbor) za městskou kurii, obvod Hartberg, Friedberg, Pöllau, Vorau, Feldbach atd. Složil slib 24. dubna 1906. Mandát ve svém obvodu obhájil v řádných volbách do Říšské rady roku 1907, konaných již podle všeobecného a rovného volebního práva, kdy byl zvolen za obvod Štýrsko 8. Mandát obhájil za týž obvod i ve volbách do Říšské rady roku 1911. Ve vídeňském parlamentu setrval až do zániku monarchie. K roku 1911 se profesně uvádí jako zemský poslanec a zlatník. V roce 1907 se zasadil o novelizaci rakouského živnostenského řádu.
V roce 1906 je uváděn coby člen Německé lidové strany. Po volbách roku 1907 usedl do poslanecké frakce Německý národní svaz, do které se sloučily německé konzervativně-liberální a nacionální politické proudy.
V letech 1918–1919 zasedal jako poslanec Provizorního národního shromáždění Německého Rakouska (Provisorische Nationalversammlung), nyní za Německou nacionální stranu (DnP). Od roku 1921 byl vedoucím kanceláře veletrhů v Štýrském Hradci a v období let 1921–1924 zastával funkci prezidenta Svazu živnostenských svazů Rakouska. Díky jeho iniciativě také vznikl Spolkový ústav pro strojírenství a elektrotechniku.